# Municipio de Manannah
El municipio de Manannah (en inglés: Manannah Township) es un municipio ubicado en el condado de Meeker en el estado estadounidense de Minnesota. En el año 2010 tenía una población de 604 habitantes y una densidad poblacional de 6,04 personas por km².

## Geografía
El municipio de Manannah se encuentra ubicado en las coordenadas 45°16′37″N 94°34′20″O / 45.27694, -94.57222. Según la Oficina del Censo de los Estados Unidos, el municipio tiene una superficie total de 99.97 km², de la cual 99,06 km² corresponden a tierra firme y (0,91 %) 0,91 km² es agua.

## Demografía
Según el censo de 2010, había 604 personas residiendo en el municipio de Manannah. La densidad de población era de 6,04 hab./km². De los 604 habitantes, el municipio de Manannah estaba compuesto por el 98,34 % blancos, el 0,99 % eran afroamericanos, el 0,66 % eran de otras razas. Del total de la población el 1,99 % eran hispanos o latinos de cualquier raza.